# Those Whom the Gods Detest
| Recensione | Giudizio |
| ---------- | -------- |
| AllMusic   |          |

Those Whom the Gods Detest è il sesto album studio della band death metal statunitense Nile. L'album è stato pubblicato il 3 novembre 2009, nel Nord America, e il 6 novembre 2009, in Europa attraverso la Nuclear Blast.

## Il disco
Those Whom the Gods Detest è stato prodotto e mixato da Neil Kernon, mentre Erik Rutan ha lavorato alla registrazione della batteria. La copertina, una rappresentazione del sovrano dell'Antico Egitto Akhenaton e delle sue riforme religiose, è un possibile riferimento al titolo dell'album; è stata portata a compimento questa volta da Michal "Xaay" Loranc, con cui Karl Sanders aveva già lavorato sul suo secondo disco da solista Saurian Exorcisms. Il disco vede la partecipazione, come guest vocals, di Mike Breazeale, Pete Hammoura, Chief Spires, Jon Vesano e David Merideth.

## Tracce
1. Kafir! - 6:50
2. Hittite Dung Incantation - 3:48
3. Utterances of the Crawling Dead - 5:09
4. Those Whom the Gods Detest - 8:06
5. 4th Arra of Dagon - 8:40
6. Permitting the Noble Dead to Descend to the Underworld - 3:32
7. Yezd Desert Ghul Ritual in the Abandoned Towers of Silence - 2:33
8. Kem Khefa Khesef - 6:18
9. The Eye of Ra - 5:00
10. Iskander Dhul Kharnon - 6:40

## Formazione
- Karl Sanders - chitarra, voce
- Dallas Toler-Wade - chitarra, basso, voce
- George Kollias - batteria, percussioni